# Charlie Dog
Charlie Dog (Charlie le Chien) est un personnage des dessins animés Warner Bros Looney Tunes et des Merrie Melodies. Il a été créé par Bob Clampett et ses origines remonte à 1941. Les traits qu'on lui connait aujourd'hui sont la création de Chuck Jones, qui a repris et mieux définit le personnage comme de nombreux autres personnages des Looney Tunes, date de 1947.
C'est Chuck Jones qui développera le personnage de Clampett, « Rover », en changeant son nom original pour « Charlie ». Little Orphan Airedale est alors le premier « vrai » dessin animé de Charlie Dog et obtient un succès tel que deux autres épisodes du duo Porky Pig/Charlie Dog sont créés en 1949. Le personnage de Charlie Dog a tellement de succès que Chuck Jones fait en sorte qu'il ait sa propre vie sans Porky. Mais seulement deux épisodes seront réalisés. Puis Charlie fera une apparition dans un épisode de Robert McKimson en 1958 et disparu totalement après ça, ayant probablement trouvé un maître.
Charlie Dog est un personnage peu connu car peu développé - comme tous les chiens créés par la Warner Bros - mais que tout le monde a vu au moins une fois dans les nombreuses diffusions des films d'animation de la Warner. Il forme avec Porky Pig, un duo irrésistible et hilarant.
Charlie le chien est un cocker mais il n'hésite pas à tricher sur son pedigree pour attirer l'attention de tous car il est orphelin de maître. Parlant avec un accent typique de Brooklyn (dans la version anglaise interprété par Mel Blanc), il est constamment à la recherche d'un maître qu'il trouve souvent en la personne de Porky Pig, au plus grand désarroi de ce dernier, ou avec des victimes malchanceuses qui ne peuvent lui résister quand il fait ses gros yeux de chien battu.
Ce qu'il désire le plus au monde, c'est trouver un maître chez qui il pourra s'installer. Une fois installé, impossible de le déloger. Ses tentatives sont si désespérées qu'elles deviennent obsessionnelles. Aucune porte ne lui résiste lorsqu'il a décidé de s'installer quelque part. En véritable acteur de talent, il parviendra à convaincre n'importe qui, qu'il est malheureux et ne peut vivre seul.
| Nom                          | Charlie le Chien |
| Première apparition          | Porky's Pooch 1941 |
| Créé par                     | Bob Clampett |
| Voix anglaise                | Mel Blanc |
| Voix française               | ? |
| Autre nom                    | Rover |
| Amis connus                  | Porky Pig |
| Ennemis connus               | Porky Pig (souvent), Daffy Duck, Petunia Pig, Melissa Duck et les gens |
| Habitat                      | Une maison sans chien |
| Phrases célèbres en anglais  | Half Collie! Half Airedale! Half Pekingese! Half St. Bernard! With a pinch of Spitz thrown in! Hello boids, hello flowers, hello tree, hello sky, hello caterpillar, hello fencepost! I tell you what. I'll be your little-o dog... |
| Phrases célèbres en Français | Je serai ton chien, tu seras mon maître |
| Physique                     | des yeux expressifs une grande taille un pelage brun roux de longues oreilles |
| Jeu préféré                  | Trouver un maître Faire le pot de colle |